# Hoy me voy
Hoy me voy es una canción del cantautor colombiano Juanes perteneciente a su cuarto álbum de estudio La vida... es un ratico de 2007. Existen 2 versiones de la canción, la primera que en la que canta él solo en la La vida... es un ratico y la segunda que fue lanzada en 2008 en todo el mundo y cuenta con la colaboración de la cantante y compositora estadounidense Colbie Caillat la cual hace la segunda voz de la canción haciéndola más melódica y romántica en el álbum La vida... es un ratico (en vivo). La canción rápidamente alcanzó la posición número uno de las 40 principales de Colombia y en Medellín la canción fue un éxito total y hasta el momento se dice que ha sido la canción más corta en debutar en la posición número uno con mayor tiempo posible. Además de Hoy me voy con Colbie Caillat en el álbum La vida... es un ratico (en vivo) se incluyeron canciones como Odio por amor y Falsas Palabras.

## Canción
La vida... es un ratico (en vivo) fue una reedición excelente en Colombia gracias a la obtención de grandes ventas y descargas digitales de sus dos sencillos más importantes como lo son Odio por amor y Hoy me voy estas canciones se mantuvieron por más de tres semanas consecutivas en la posición número uno en los radios de países como España, Colombia y México donde la música de Juanes es una de las más acogidas debido a que es un artista que canta solo música en español y que ha logrado recoger fama en todo el mundo visitando ya todos los continentes, esto ha ayudado a que la composición de Hoy me voy sea escuchada en todos los países de habla hispana e incluso en los países que su idioma oficial es el Inglés.

## Versión Desenchufada
La canción cuenta con la colaboración de la cantante Paula Fernandes y forma parte del álbum Juanes MTV Unplugged y fue lanzada mundialmente el 24 de marzo de 2012 en iTunes.
- Datos: Q9005076